# شمسطار
شمسطار (به عربی: شمسطار) یک منطقهٔ مسکونی در لبنان است که در استان بقاع واقع شده‌است.
 شمسطار ۱۸ کیلومتر مربع مساحت و ۳۰٬۰۰۰ نفر جمعیت دارد و ۱٬۲۵۰ متر بالاتر از سطح دریا واقع شده‌است.